# Marion (Texas)
Pour les articles homonymes, voir Marion.
Marion est une ville située à l'ouest du comté de Guadalupe, au Texas, aux États-Unis,.

## Démographie
Lors du recensement de 2010, la ville comptait une population de 1 066 habitants. Elle est également estimée, en 2016, à 1 109 habitants.

### Source de la traduction
- (en) Cet article est partiellement ou en totalité issu de l’article de Wikipédia en anglais intitulé « Marion, Texas » (voir la liste des auteurs).